# Los Banhs de Rènnas
Los Banhs de Rènnas (nom occità; en occità més local: Les Banhs de Rènnas; en francès: Rennes-les-Bains) és una vila de la regió d'Occitània, departament de l'Aude, districte de Limós, cantó de Coisan, situada a 312 metres d'altura sobre el nivell del mar, que té prop de 200 habitants i està creuada pel riu Sals. El terme té gairebé 2.000 hectàrees. L'església està dedicada a Sant Cels i Sant Nazari. Balneari termal d'origen romà, les termes actuals es diuen Villégia Therm.
A la rodalia es troben el llogaret del Cercle, la Cadira del Diable (Fauteuil du Diable) i prop seu la casa dita Casa Gala o casa dels Gals, la Muntanya dels corns, el llac de Bareng, les Mines del Capità Boyer, i el naixement del Madeleine. Una pedra amb escrits estranys també pot ser observada al terme.
La vila s'esmenta com Arquis Calidis el segle xii i Balneis Montisferrandis el segle següent; el segle xv apareix com Regnes les Bains i més tard solament Les Bains (o Les Bans) i Les Bains de Montferrand. Al segle xix se l'anomenava Los/Les banhs de Rènnas en occità (escrit Les Bans de Rènnos a la francesa) que va ser adaptat en francès oficial per Rennes-les-Bains. Montferrand és un llogaret prop de la vila que encara tenia certa importància el segle xix. El 1992 unes inundacions van fer molt de mal a la vila.